# Чихура
«Чихура» (груз. საფეხბურთო კლუბი ჩიხურა) — грузинский футбольный клуб из города Сачхере, Грузия. Основан в 1938 году. Домашняя арена клуба – стадион Центральный вместимостью 2 000 зрителей. В настоящий момент выступает в Лиге 3 — третьем по уровню футбольном дивизионе Грузии. Неоднократно представлял местное первенство в европейских клубных турнирах.

## История клуба
Название клуба «Чихура» произошло от названия местной реки, протекающей в Сачхере. Клуб основан в 1938 году и с тех пор неизменно выступал в региональных лигах чемпионата Грузинской ССР. В том же году в Сачхере был построен стадион Центральный, рассчитанный на 2 000 зрителей, на котором команда играет и по сей день.
C 1990 года грузинский чемпионат начал выступать отдельно от Союзного первенства, и «Чихура» вошла в новообразованный чемпионат Грузии по футболу. В 1993 году клуб был повышен до второго дивизиона. С сезона 1993/94 «Чихура» выступала в Первой грузинской лиге с переменным успехом. После трех проведенных сезонов в западной группе Первой лиги, в сезоне 1995/96 «Чихура» заняла предпоследнее 19-е место в лиге и по итогам турнира покинула дивизион. С тех пор клуб выступал в региональной лиге чемпионата Грузии.
Наконец, после семи лет скитания по низшим грузинским лигам, в сезоне 2003/04 «Чихура» вновь вернулась в Первую лигу. Клуб выступил удачно для новичка турнира, заняв итоговое шестое место. Через три года после возвращения в Первую лигу, в сезоне 2005/06 «Чихура» впервые в своей истории вышла в высшую лигу национального первенства.
Дебютный сезон 2006/07 в высшей лиге вышел неудачным для клуба. Команда заняла лишь 12-е место и попала в зону стыковых матчей с третьей командой Первой лиги клубом «Гагра» из Тбилиси. По итогам плей-офф «Чихура» сохранила прописку в элите, но из-за отсутствия необходимого финансирования клуб был понижен во второй дивизион (Первую лигу). В первой лиге играла команда «Чихура-2», заняла там 16-е место.
С сезона 2007/08 «Чихура» вновь выступала в Первой лиге.
Сезон 2010/11 в Первой лиге команда завершила на итоговом 4-м месте и попала в зону стыковых матчей. Однако в плей-офф турнира «Чихура» не сумела победить 9-ю команду Умаглеси лиги клуб «Спартак» из Цхинвали и осталась во второй лиге.
Уже в следующем году, в сезоне 2011/12 команда заняла итоговое первое место в Группе «Б» второго дивизиона и со второй попытки вернулась в высшую лигу. С тех пор «Чихура» неизменно участвовала во всех сезонах высшей лиги грузинского первенства.
Неплохо шли дела у клуба и в розыгрышах национального кубка. Так, в розыгрыше 2012/13 «Чихура» впервые в своей истории вышла в финал кубка Давида Кипиани, где уступила флагману грузинского футбола клубу «Динамо Тбилиси» со счетом 1:3. Тем не менее, выход в финал позволил клубу впервые в своей истории принять участие в розыгрыше Кубка УЕФА в сезоне 2013/14.
Стадион «Чихуры» не соответствует критериям, которыми должен обладать стадион, принимающий матчи Лиги Чемпионов и Лиги Европы. Из-за этой проблемы было решено, что клуб будет проводить свой еврокубковые матчи на стадионе имени Михаила Месхи в Тбилиси, которым владеет Грузинская футбольная федерация.
В дебютном сезоне в еврокубках клуб выступил на удивление удачно. В рамках первого отборочного раунда Лиги Европы «Чихура» победила клуб «Вадуц» из Лихтенштейна по правилу выездного гола. В следующем раунде отбора команда уступила швейцарскому «Туну» и закончила выступление в еврокубках.
Уже в следующем сезоне «Чихура» вновь дошла до финала кубка Давида Кипиани, но снова уступила тбилисскому «Динамо», на сей раз со счетом 1:2. Примечателен факт, что второй год подряд клуб участвовал в финале розыгрыша национального кубка, однако так и не сумел выиграть трофей.
Чемпионат Грузии сезона 2013/14 «Чихура» заняла итоговое четвертое место, как и годом ранее, и, как финалист кубка, снова попала в еврокубки.
Участвуя лишь второй год в еврокубках, в сезоне 2014/15 команда провела еще лучше, чем годом ранее. Сначала команда прошла македонский клуб «Горизонт Турново», затем в серии пенальти был пройден турецкий «Бурсаспор», что на тот момент стало самым большим достижением клуба в его истории. В третьем раунде квалификации «Чихура» встретилась с азербайджанским «Нефтчи», где по сумме двух встреч уступила со счетом 2:3.
Ввиду перехода грузинского футбола на систему весна-осень, чемпионат 2016/17 было решено провести по усеченной схеме с сентября по декабрь 2016 года. Чемпионат был разделен на две группы («Белую» и «Красную») с системой в два круга. По итогам турнира две лучшие команды обеих групп разыгрывали чемпионское звание. Остальные клубы разыгрывали путевку в Лигу Европы и боролись за выживание в плей-офф.
Заняв итоговое первое место в «Белой группе», в чемпионском плей-офф «Чихура» встретилась с первой командой «Красной группы» клубом «Самтредиа». По итогам двухматчевого противостояния «Чихура» уступила со счетом 2:4 и впервые в своей истории заняла второе место.
23 октября 2017 года микроавтобус с футболистами клуба «Чихура», возвращаясь в Тбилиси после матча с «Динамо (Батуми)», попал в ДТП. Капитан команды Шота Кашия получил перелом ключицы. Он был сразу же доставлен в больницу, где его прооперировали. Остальные футболисты не пострадали. Интересно, что Кашия только вчера отпраздновал своё 33-летие. Как рассказал директор клуба Берика Шукакидзе, причиной ДТП стало большое скопление воды на дороге. Микроавтобус, в котором находилось восемь игроков, сошёл с трассы и перевернулся. Матч завершился со счётом 2:1 в пользу "Чихуры".
В сезоне 2017 «Чихура» заняла итоговое пятое место в чемпионате Грузии, но благодаря победе в кубке Грузии клуб гарантировал участие в первом отборочном раунде Лиги Европы. Жеребьевка состоялось 19 июня 2018-го года. Противником «Чихуры» стал Израильский «Бейтар». Первый матч прошел на стадионе имени Михаила Месхи в Тбилиси и завершился со счетом 0:0. Во втором матче на 62-й минуте «Бейтар» открыл счет, но «Чихура» сумела переломить игру и одержать волевую победу со счетом 2:1. Во втором раунде «Чихура» потерпела поражение по сумме двухматчевого противостояния со словенским «Марибором» и выбыла из дальнейшего участия в Лиге Европы 2018/2019.
В чемпионате Грузии 2018 команда заняла 4-е место и вновь сыграла в квалификации Лиги Европы: пройдя люксембургскую «Фолу», «Чихура» проиграла шотландскому «Абердину». В сезоне 2019 — 5-е место, а затем за два года «Чихура» вылетела в Лигу 3, последовательно занимая предпоследнее место в чемпионате (и потерпев поражение в стыковых матчах) и последнее — в Эровнули лиге 2.

## Достижения клуба
Умаглеси лига
- Вице-чемпион (1): 2016 (осень)

Первая лига
- Чемпион (2): 2005/06, 2011/12

Кубок Давида Кипиани
- Победитель (1): 2017
- Финалист (2): 2012/13, 2013/14

Суперкубок Грузии
- Победитель (1): 2013
- Финалист (1): 2014

## Статистика выступлений с 2005 года
| Сезон   | Ранг | Турнир            | Место | И  | В  | Н  | П  | ГЗ | ГП  | РГ   | Очки | Кубок        | Исход |
| ------- | ---- | ----------------- | ----- | -- | -- | -- | -- | -- | --- | ---- | ---- | ------------ | ----- |
| 1993/94 | 2    | Первая лига       | 13    | 26 | 3  | 2  | 21 | 16 | 70  | -54  | 11   |              |       |
| 1995/96 | 2    | Первая лига       | 19    | 38 | 10 | 3  | 25 | 62 | 124 | -62  | 33   |              |       |
| 2001/02 | 3    | Региональная гига |       |    |    |    |    |    |     |      |      |              |       |
| 2002/03 | 3    | Региональная гига |       |    |    |    |    |    |     |      |      |              |       |
| 2003/04 | 2    | Первая лига       | 6     | 30 | 15 | 5  | 10 | 41 | 29  | +12  | 50   | 1/16 финала  |       |
| 2004/05 | 2    | Первая лига       | 8     | 30 | 12 | 7  | 11 | 38 | 35  | +3   | 43   | 1/16 финала  |       |
| 2005/06 | 2    | Первая лига       | 1     | 34 | 24 | 6  | 4  | 87 | 34  | +53  | 78   | 1/8 финала   |       |
| 2006/07 | 1    | Умаглеси лига     | 12    | 26 | 5  | 6  | 15 | 13 | 46  | -33  | 21   | 1/4 финала   |       |
| 2007/08 | 2    | Первая лига       | 5     | 27 | 12 | 7  | 8  | 40 | 37  | +3   | 43   | Предв.раунд  |       |
| 2008/09 | 2    | Первая лига       | 2     | 30 | 19 | 7  | 4  | 56 | 22  | +34  | 64   | 1/8 финала   |       |
| 2009/10 | 2    | Первая лига       | 6     | 28 | 14 | 7  | 7  | 41 | 28  | +13  | 49   | 1/4 финала   |       |
| 2010/11 | 2    | Первая лига       | 4     | 32 | 20 | 6  | 6  | 58 | 25  | +33  | 66   | 1/8 финала   |       |
| 2011/12 | 2    | Первая лига       | 1     | 18 | 16 | 1  | 1  | 40 | 6   | +34  | 49   | 1/8 финала   |       |
| 2012/13 | 1    | Умаглеси лига     | 4     | 32 | 17 | 6  | 9  | 49 | 38  | +11  | 57   | Финалист     |       |
| 2013/14 | 1    | Умаглеси лига     | 4     | 32 | 13 | 7  | 12 | 56 | 50  | +6   | 46   | Финалист     |       |
| 2014/15 | 1    | Умаглеси лига     | 5     | 30 | 13 | 7  | 10 | 39 | 36  | +3   | 46   | 1/2 финала   |       |
| 2015/16 | 1    | Умаглеси лига     | 4     | 30 | 17 | 6  | 7  | 53 | 26  | +27  | 57   | 1/2 финала   |       |
| 2016    | 1    | Умаглеси лига     | 2     | 12 | 9  | 2  | 1  | 27 | 11  | +16  | 29   | 1/2 финала   |       |
| 2017    | 1    | Эровнули лига     | 5     | 36 | 17 | 4  | 15 | 47 | 54  | -7   | 55   | Победитель   |       |
| 2018    | 1    | Эровнули лига     | 4     | 36 | 19 | 7  | 10 | 54 | 33  | +21  | 64   | 1/8 финала   |       |
| 2019    | 1    | Эровнули лига     | 5     | 36 | 12 | 11 | 13 | 48 | 44  | +4   | 47   | 1/2 финала   |       |
| 2020    | 1    | Эровнули лига     | 9     | 18 | 3  | 4  | 11 | 18 | 40  | -22  | 13   | 1/8 финала   |       |
| 2021    | 2    | Эровнули лига 2   | 10    | 36 | 2  | 4  | 30 | 24 | 98  | -74  | 10   | Второй раунд |       |
| 2022    | 3    | Лига 3            | 16    | 30 | 0  | 1  | 29 | 19 | 119 | -100 | 1    | Второй раунд |       |

## Выступления в еврокубках
| Сезон   | Турнир           | Раунд                   | Соперник         | Дома | В гостях | Общий счёт |  |
| ------- | ---------------- | ----------------------- | ---------------- | ---- | -------- | ---------- |  |
| 2013/14 | Лига Европы УЕФА | Первый отборочный раунд | Вадуц            | 0:0  | 1:1      | 1:1(г)     |  |
| 2013/14 | Лига Европы УЕФА | Второй отборочный раунд | Тун              | 1:3  | 0:2      | 1:5        |  |
| 2014/15 | Лига Европы УЕФА | Первый отборочный раунд | Горизонт Турново | 3:1  | 1:0      | 4:1        |  |
| 2014/15 | Лига Европы УЕФА | Второй отборочный раунд | Бурсаспор        | 0:0  | 0:0      | 0:04:1     |  |
| 2014/15 | Лига Европы УЕФА | Третий отборочный раунд | Нефтчи Баку      | 2:3  | 0:0      | 2:3        |  |
| 2016/17 | Лига Европы УЕФА | Первый отборочный раунд | Зимбру Кишинев   | 2:3  | 1:0      | 3:3(г)     |  |
| 2017/18 | Лига Европы УЕФА | Первый отборочный раунд | Альтах           | 0:1  | 1:1      | 1:2        |  |
| 2018/19 | Лига Европы УЕФА | Первый отборочный раунд | Бейтар           | 0:0  | 2:1      | 2:1        |  |
| 2018/19 | Лига Европы УЕФА | Второй отборочный раунд | Марибор          | 0:0  | 0:2      | 0:2        |  |
| 2019/20 | Лига Европы УЕФА | Первый отборочный раунд | Фола             | 2:1  | 2:1      | 4:2        |  |
| 2019/20 | Лига Европы УЕФА | Второй отборочный раунд | Абердин          | 1:1  | 0:5      | 1:6        |  |

### Состав
| 30 | Флаг Боснии и Герцеговины | Вр  | Дино Хамзич        | 1988 |  |  |  |  |
| 1  | Флаг Грузии               | Вр  | Авто Капанадзе     | 2002 |  |  |  |  |
| 13 | Флаг Грузии               | Вр  | Зураб Мцкерашвили  | 1986 |  |  |  |  |
|    |                           |     |                    |      |  |  |  |  |
| 8  | Флаг Грузии               | Защ | Давид Маисашвили   | 1989 |  |  |  |  |
| 3  | Флаг Грузии               | Защ | Ираклий Камладзе   | 1997 |  |  |  |  |
| 37 | Флаг Грузии               | Защ | Шота Кашия         | 1984 |  |  |  |  |
| 25 | Флаг Грузии               | Защ | Давид Мегрелишвили | 1991 |  |  |  |  |
| 24 | Флаг Грузии               | Защ | Лаша Чикваидзе     | 1989 |  |  |  |  |
| 15 | Флаг Грузии               | Защ | Георгий Корипадзе  | 1989 |  |  |  |  |
|    |                           |     |                    |      |  |  |  |  |
| 18 | Флаг Грузии               | ПЗ  | Зураб Капанадзе    | 2001 |  |  |  |  |
| 2  | Флаг Грузии               | ПЗ  | Реваз Читаишвили   | 1994 |  |  |  |  |

| 6  | Флаг Грузии | ПЗ  | Олег Мамасахлиси      | 1995 |  |  |  |  |
| 23 | Флаг Грузии | ПЗ  | Демур Чихладзе        | 1996 |  |  |  |  |
| 21 | Флаг Грузии | ПЗ  | Михаил Сардалишвили   | 1992 |  |  |  |  |
| 7  | Флаг Грузии | ПЗ  | Теймураз Маркозашвили | 1994 |  |  |  |  |
| 10 | Флаг Грузии | ПЗ  | Ираклий Леквтадзе     | 1991 |  |  |  |  |
| 17 | Флаг Грузии | ПЗ  | Бесик Деканоидзе      | 1992 |  |  |  |  |
|    |             |     |                       |      |  |  |  |  |
| 9  | Флаг Грузии | Нап | Бидзина Махароблидзе  | 1992 |  |  |  |  |
| 12 | Флаг Грузии | Нап | Михаил Эргемлидзе     | 1999 |  |  |  |  |
| 14 | Флаг Грузии | Нап | Георгий Панцулая      | 1994 |  |  |  |  |
| 11 | Флаг Грузии | Нап | Торнике Мумладзе      | 1992 |  |  |  |  |
| 22 | Флаг Грузии | Нап | Давид Ионанидзе       | 1999 |  |  |  |  |

## Известные игроки
- Александр Иашвили
- Дмитрий Татанашвили
- Георгий Габедава
- Леван Какубава
- Реваз Кемоклидзе